# Tommy Flanagan
Tommy Flanagan, född 3 juli 1965 i Glasgow, är en skotsk skådespelare. Han är bland annat känd för att ha medverkat i filmer som Braveheart, Smokin' Aces och Gladiator, samt i TV-serien Sons of Anarchy.

## Biografi

### Uppväxt och privatliv
Född i Easterhouse, Glasgow som det tredje av fem barn. Flanagans distinkta ärr i ansiktet, (kallat Glasgow smile), är resultatet av en knivattack utanför en nattklubb, där han hade arbetat som DJ. Han och frun Dina Livingston välkomnade en flicka, Aunjanue Elizabeth Flanagan, till världen i början av 2012. Han var tidigare gift med skådespelerskan, regissören och regiassistenten Rachel Schadt mellan åren 1998 och 2001. Schadt medverkade tillsammans med Flanagan i filmen The Game med Michael Douglas, där hon spelade en städerska på ett hotell.

### Karriär
I oktober 2010 avslöjades Flanagan som talesman för den skotska läsken Irn-Bru. Han hade en huvudroll i TV-serien Sons of Anarchy, där han spelade den laglöse motorcyklisten Chibs Telford.

## Filmografi
| År        | Titel                             | Roll                   | Notering                                        |
| --------- | --------------------------------- | ---------------------- | ----------------------------------------------- |
| 1992      | Screen One                        |                        | TV-serie, avsnitt: "Black and Blue"             |
| 1993      | Tis the Season to be Jolly        | Fånge                  | TV-film                                         |
| 1993      | Taggart                           | Tam McLeod             | TV-serie, avsnitt: "Instrument of Justice"      |
| 1995      | Jolly: A Life                     | Man at grotto          | TV-film                                         |
| 1995      | Braveheart                        | Morrison               |                                                 |
| 1996      | Rab C. Nesbitt                    | Sean                   | TV-serie, avsnitt: "Lottery"                    |
| 1996      | A Mug's Game                      | Paul                   | TV-serie                                        |
| 1996      | Bad Boys                          | Harry                  | TV-serie, avsnitt: "The Bonny Bonny Banks"      |
| 1997      | Helgonet                          | Scarface               |                                                 |
| 1997      | Face/Off                          | Leo                    |                                                 |
| 1997      | The Detail                        |                        |                                                 |
| 1997      | The Game                          | Solicitor/Taxichaufför |                                                 |
| 1999      | Plunkett & Macleane               | Eddie                  |                                                 |
| 1999      | Råttfångaren                      | Da                     |                                                 |
| 2000      | Gladiator                         | Cicero                 |                                                 |
| 2000      | Rebus                             | Thomas Telford         | TV-serie, avsnitt: "The Hanging Garden"         |
| 2000      | Sunset Strip                      | Duncan                 |                                                 |
| 2000      | Hidden                            | McCracken              | Kortfilm                                        |
| 2001      | Attila - Krigarfolkets härskare   | Bleda                  | Miniserie                                       |
| 2001      | Strictly Sinatra                  | Michelangelo           |                                                 |
| 2001      | Dead Dogs Lie                     | Michael                |                                                 |
| 2002      | All About the Benjamins           | Williamson             |                                                 |
| 2003      | Charlies änglar - Utan hämningar  | Irish Henchman         |                                                 |
| 2004      | Trauma                            | Tommy                  |                                                 |
| 2004      | Alien Vs. Predator                | Mark Verheiden         |                                                 |
| 2005      | Sin City                          | Brian                  |                                                 |
| 2006      | The Last Drop                     | Pvt. Dennis Baker      |                                                 |
| 2006      | When a Stranger Calls             | Främling               |                                                 |
| 2006      | Smokin' Aces                      | Lazlo Soot             |                                                 |
| 2008      | Hero Wanted                       | Derek                  | Krediterad som Thomas Flannigan                 |
| 2008–2014 | Sons of Anarchy                   | Filip "Chibs" Telford  | TV-serie                                        |
| 2009      | 24                                | Gabriel Schector       | TV-serie, avsnitt: "Day 7: 8:00 a.m.-9:00 a.m." |
| 2010      | Luster                            | Les                    |                                                 |
| 2010      | Smokin' Aces 2: Assassins' Ball   | Lazlo Soot             |                                                 |
| 2010      | Swifty & Veg                      | Swifty                 | Kortfilm                                        |
| 2010      | Lie to Me                         | Ron Marshall           | TV-serie, avsnitt: "Headlock"                   |
| 2011      | Detroit 1-8-7                     | Albert Stram           | TV-serie, 2 avsnitt                             |
| 2011      | Grace and Danger                  |                        |                                                 |
| 2012      | Law & Order: Special Victims Unit | Murphy                 | TV-serie, avsnitt: "Home Invasions"             |
| 2012      | Officer Down                      | Fader Reddy            |                                                 |
| 2013      | Peaky Blinders                    | Arthur Shelby Snr      | TV-serie, avsnitt: "Episode 5"                  |